# Ernst Klodwig
Ernst Klodwig, nemški dirkač Formule 1, *23. maj 1903, Aschersleben, Nemčija, †15. april 1973, Hamburg, Nemčija.
Ernst Klodwig je pokojni nemški dirkač Formule 1. V svoji karieri je nastopil le na dveh domačih dirkah, Veliki nagradi Nemčije v sezoni 1952 in Veliki nagradi Nemčije v sezoni 1953, obakrat pa je dirko končal, toda zaradi prevelikega zaostanka za zmagovalcem ni bil uvrščen. Umrl je leta 1973.

## Popolni rezultati Formule 1
(legenda) (odebeljene dirke pomenijo najboljši štartni položaj, poševne pa najhitrejši krog, †-uvrščen kljub odstopu)
| Leto | Moštvo        | Šasija        | Motor          | 1   | 2    | 3   | 4   | 5   | 6      | 7      | 8   | 9   | Prv | Toč |
| ---- | ------------- | ------------- | -------------- | --- | ---- | --- | --- | --- | ------ | ------ | --- | --- | --- | --- |
| 1952 | Ernst Klodwig | Heck Eigenbau | BMW 328 2.0 L6 | ŠVI | INDY | BEL | FRA | VB  | NEM NC | NIZ    | ITA |     | -   | 0   |
| 1953 | Ernst Klodwig | Heck Eigenbau | BMW 328 2.0 L6 | ARG | INDY | NIZ | BEL | FRA | VB     | NEM NC | ŠVI | ITA | -   | 0   |